# Pico Turquino
O Pico Turquino é a mais alta montanha de Cuba, com 2024 m de altitude. Fica na Sierra Maestra, na província de Santiago de Cuba. em volta da montanha situa-se o Parque Nacional Turquino.